# Bibianna (wieś)
Bibianna – wieś w Polsce położona w województwie wielkopolskim, w powiecie tureckim, w gminie Malanów.

## Historia
Pierwsza pisana wzmianka o Bibiannie widnieje w Słowniku geograficznym Królestwa Polskiego. Według zawartych w nim treści, w 1827 roku w miejscowości stało 36 domów, zamieszkanych przez 450 osób. W końcu XIX wieku wieś liczyła 74 gospodarstwa o średniej powierzchni 15-30 mórg (8-17 ha). Już wtedy we wsi funkcjonowała szkoła początkowa (zamknięto ją dopiero w 2003 roku). Mieszkańców Bibianny określono jako zamożnych. W tym czasie Bibianna była jedną z największych wsi w powiecie tureckim.
W latach 1975–1998 miejscowość administracyjnie należała do województwa konińskiego.
Obecnie wieś zamieszkuje 261 mieszkańców.